# Síntese de lactose

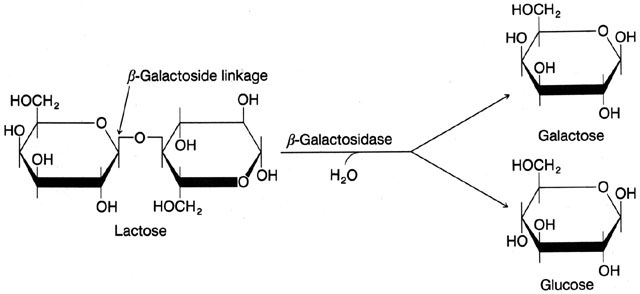
Molécula de lactose sendo formada pela ligação entre o carbono 1 da galactose com o carbono 4 da glicose

A lactose é o principal carboidrato encontrado no leite de mamíferos. Ela é um dissacarídeo formado por dois monossacarídeos, uma molécula de glicose e outra de galactose que são unidas por uma ligação entre o carbono 1 da galactose e o carbono 4 da glicose. Esse carboidrato é o principal componente osmótico do leite, pois é responsável pela extração de água para o leite. A lactose encontra-se predominantemente no leite e nas glândulas mamárias.

## Precurssores da lactose
A galactose que entra na síntese da lactose é proveniente da glicose que está disponível no sangue. A glicose também pode encontrada nas glândulas mamárias em quantidade superior ao que se necessita para sintese da lactose, e acaba sendo utilizada como fonte de energia para a síntese de glicerol.
Para realizar a síntese da lactose as glândulas mamárias possuem dois "bolsões" de hexose, um deles para glicose livre que é utilizada como receptor de galactosil e o outro é um "bolsão" de hexoses-fosfato que disponibiliza as moléculas de lactose. Apesar de ser a principal molécula precurssora para a produção da lactose, a glicose presente nas glândulas mamárias possui muitas funções, sendo utilizada para a produção de energia (ATP), síntese dos triglicerídeos do leite e a síntese dos ácidos nucleuicos, RNA e DNA.

## Etapas da síntese
A galactose é sintetizada pela glicose presente nas células epiteliais das glândulas mamárias dos mamíferos. A maioria das reações precurssoras da lactose ocorrem no citosol, mas no fim a reação que é catalisada pela lactose sintetase acontece na vesícula de golgi.
A síntese da lactose acontece em 6 etapas:
1. São necessárias duas moléculas de glicose para cada molécula de lactose sintetizada. Uma das moléculas de glicose fosforila formando a glicose-6-fosfato. Essa glicose-6-fosfato com a enzima fosfoglicomutase forma a glicose-1-fosfato que se liga a uridina trifosfato formando a uridina difosfato glicose. A uridina difosfato com pirofosfato inorgânico sofre a ação da enzima UDP-glicose pirofosforilase. Em seguida A UDP-Glicose sofre a ação da UDP-Galactose epimerase e é convertida em UDP-Galactose. Todo esse processo acontece no citosol das glândulas mamárias. A segunda molécula de glicose é utilizada sem modificação. A UDP-Galactose então é transportada junto com a glicose para o aparelho de Golgi, onde sofrem ação do complexo lactose sintetase e formam a lactose e a UDP.
2. A Glicose passa para o lúmen do aparelho de Golgi com a enzima transportadora GLUT-1. O transportador de glicose GLUT-1 não é ativo portanto não se tem gasto de energia.
3. Já o transporte da UDP-Galactose para dentro do lúmen do aparelho de Golgi é ativo e pode ser limitante para a síntese da lactose.
4. A lactose é um dissacarídeo não permeável que não pode se difundir para fora da membrana de Golgi. A síntese da lactose é fundamental para a síntese do leite, pois é ele que resulta na captação da água do organismo para o complexo de golgi.
5. Ao acontecer a síntese da lactose, a uridina-difosfato (UDP) que é formada, é rapidamente hidrolisada em uridina-monofosfato e fosfato inorgânico, pois o seu acúmulo poderia causar a inibição da síntese de lactose. A uridina-monofosfato é removida de forma ativa e o fosfato inorgânico se difunde para fora do aparelho de Golgi.
6. A síntese da lactose é uma reação irreversivel, pois a lactose não é hidrolisada para formar glicose e galactose e seus altos níveis dentro das membranas de Golgi não inibem a sua produção.[8]

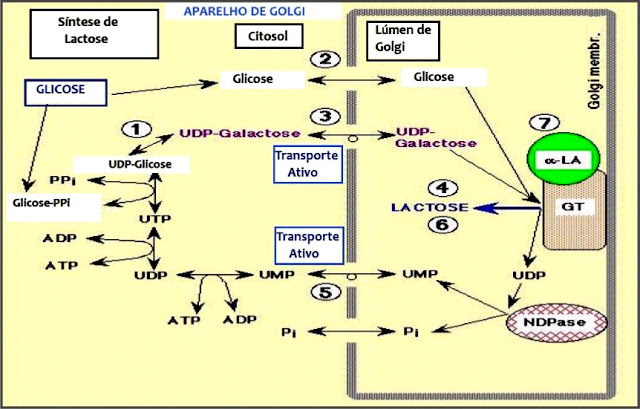